# Favela (EP)
Favela é o segundo EP inédito da cantora brasileira Maysa. Lançado em 1962 pela gravadora RGE. Três canções foram extraídas do LP Canção do Amor Mais Triste. Eram elas Mil Flores, Round Midnight e a canção título Favela de Joracy Camargo e Hekel Tavares, havia também uma música inédita: What's New? o Jazz norte-americano, não seria incluído em mais nenhum outro disco de Maysa.

## Faixas
| Edição padrão |                  |                                     |         |  |
| N.º           | Título           | Música                              | Duração |  |
| 1.            | "Favela"         | Joracy Camargo / Hekel Tavares      | 2:51    |  |
| 2.            | "Round Midnight" | B. Hanighen / T. Monk / C. Willians | 3:50    |  |
| 3.            | "Mil Flores"     | Marcos Vasconcellos / Chico Feitosa | 2:40    |  |
| 4.            | "What's New?"    | B. Haggart / J. Burke               | 3:41    |  |